# Vojislav Šešelj
Vojislav Šešelj (cirill írással Војислав Шешељ) (Szarajevó, 1954. október 11.) szerb ultranacionalista politikus. A Szerb Radikális Párt elnöke, habár a tisztséget jelenleg aktívan nem gyakorolhatja, mivel a Hágai Nemzetközi Törvényszék a délszláv háborúban elkövetett emberiség elleni bűncselekmények elkövetésével vádolja. Helyét egy ideig Tomislav Nikolić töltötte be a pártban, ám 2008-ban otthagyta a radikálisokat és Szerb Haladó Párt néven több volt párttársával együtt új csoportot alakított.

## Élettörténete

### A 90-es évek előtt, A JSZSZK idején
Szarajevóban született. Gyermekkorát a Popovo Poljén töltötte. Jogi diplomáját Szarajevóban szerezte. 1979-ben doktorált, disszertációja megvédésekor a legfiatalabb akadémiai doktor lett egész Jugoszláviában. 1984-ig politológiát tanult, de a kommunista hatóságok ellenforradalmi aktivitások vádjával 8 évi börtönbüntetésre ítélték. Azonban a legfelsőbb bíróság megváltoztatta az ítéletet, és 1986-ban szabadlábra helyezték.
1989-ben az Egyesült Államokban meglátogatta a Momčilo Đurićot a második világháborús csetnik parancsnokot, aki a csetnikvajdává nevezte ki, habár a címet 1997-ben megvonta tőle miután Šešelj együttműködött a Szerbiai Szocialista Párttal és Slobodan Miloševićcsel.

### A jugoszláv háborúk és a JSZK idején
Šešelj tagja volt az antikommunista Szerb Nemzeti Megújulás nevű pártnak. Később kivált belőle és megalapította a Szerb Radikális Pártot. Pártja és a Szerbiai Szocialista Párt között viszonylag jó volt a viszony egész 1993 szeptemberéig, amikor a két pártelnök konfliktusba keveredett egymással. Šešelj 1994 és 1995 között ismét börtönbe került.
1998 és 2000 között a szerb parlament alelnöke volt. Ez annak volt köszönhető, hogy mialatt a NATO bombázta Jugoszláviát, pártja támogatta Milošević kormányát.
Šešelj egyébként az albán-, a horvát- stb. mellett ismert még magyarellenes megnyilvánulásairól. Egyik, Csókán tartott beszédében vérfürdővel fenyegette a magyarokat, valamint megtiltotta a katonai behívó elől elmenekült 20-25 ezer magyarnak a hazatérést. Horvátországban a szerb-horvát háborút megelőzve azt mondta a népnek, hogy "aki azt állítja, hogy ez nem szerb föld, azt le kell lőni mint a kutyát". Továbbá kijelentette, hogy a vajdasági magyarokat buszra kellene pakolni (mindegyiknek adni egy szendvicset) és kitelepíteni Magyarországra.
2018. november 12-én viszont, amikor hívei részt vettek a Macedóniából a börtönbüntetés elől megszöktetett egykori miniszterelnök Magyarországra csempészésében, így nyilatkozott: „...testvérünk, Nikola Gruevszki Szerbián keresztül érkezett Macedóniából a baráti Magyarországra.”

## A Nemzetközi Törvényszék előtt
2003 februárjában még mint szabad ember Belgrádból Amszterdamba repült, majd kiadta magát a Hágai Nemzetközi Törvényszéknek.
2016. március 31-én a Törvényszék felmentette a háborús és emberiesség elleni bűntettek alól, mert nem tudták kétséget kizáróan bizonyítani, hogy Šešelj felelős a Bosznia-Hercegovinában, Horvátországban és a Vajdaságban 1991 és 1994 között elkövetett bűncselekményekért.

## Művei
A Szerb Radikális Párt által kiadott könyvei:
1. Vreme preispitivanja
2. Hajka na jeretika
3. Fenomenologija balkanskog despotizma
4. Veleizdajnički proces
5. Narkomanija Vuka manitoga
6. Politika kao izazov savesti
7. Milan Panić mora pasti
8. Na međunarodnoj sceni
9. Sučeljavanje sa sedmom silom
10. Narodni tribun
11. Poslaničke besede
12. Filipike četničkog vojvode
13. Pali, žari, dedinjski dizdare
14. Crveni tiranin sa Dedinja
15. Da sve srpsko bude kao zemunsko
16. Promene po volji naroda
17. Bez dlake na jeziku
18. Moć argumenata
19. Falsifikovana volja naroda
20. Vlada nacionalnog jedinstva
21. Srbija pod američkim bombama
22. Dok patriote obnavljaju izdajnici razaraju
23. Radikali se nisu obrukali
24. Pakleni planovi Zapada
25. Kontrarevolucionar u buldožer revoluciji
26. Dosmanlijski zulum nad Srbijom
27. Kontinuitet radikalske doslednosti
28. Glavni Miloševićev politički robijaš
29. Ubistvo ministra odbrane Pavla Bulatovića
30. Dosmanlijski sejmeni na Pravnom fakultetu
31. Glogov kolac u dosovskom srcu
32. Dosmanlije kao novi janjičari
33. Četnička sablja nad dosmanlijskom glavom
34. Na junačkim rukama kroz srpsku Boku
35. Kora od banane
36. Srpski četnički pokret
37. Srpska radikalna stranka
38. Peti otadžbinski kongres
39. Sudanije nepokornog vojvode
40. Ideologija srpskog nacionalizma (A szerb nacionalizmus ideológiája) Újvidék, 2006.
41. Afirmacija parlamentarizma
42. Slom savezne države
43. Žigosanje dosmanlijskog beščašća
44. Čelični vojvoda
45. Stazom slave, u službi otadžbine
46. Hrabrost i savesnost u istorijskim lomovima
47. Uporna odbrana Srpstva
48. Stanko Subotić – Cane Žabac, kralj duvanske mafije
49. Mafijaška pudlica Nebojša Čović
50. Cijin major Grujica Spasović
51. Četnički vojvoda pred Haškim tribunalom
52. Suočavanje sa haškim inkvizitorima
53. Haški dosije nabeđenog ratnog zločinca
54. Pocepana haška inkvizitorska odežda
55. U čeljustima Kurve del Ponte (A kurva Del Ponte állkapcsai között) Belgrád, 2004.
56. Genocidni izraelski diplomata Teodor Meron
57. Đavolov šegrt zločinački rimski papa Jovan Pavle Drugi (Az ördög inasa, II. János Pál pápa) Belgrád, 2005.
58. Vašingtonski seksualni manijak Bil Klinton (Bill Clinton, a szexmániás washingtoni)
59. Haško bajramsko prase
60. Lažljiva haška pederčina Džefri Najs
61. Svedok odbrane Slobodana Miloševića u haškom procesu (Védelmi tanú Slobodan Milošević hágai bíróságában) Kragujevac, 2005.
62. Engleski pederski isprdak Toni Bler (Angol buzi fingadék Tony Blair) Belgrád, 2006.
63. Kriminalac i ratni zločinac Havijer Solana (Bűnöző és háborús bűnös Xavier Solana)
64. Podmukli galski picopevac Žak Širak
65. Hitlerovi najverniji sledbenici Helmut Kol i Hans Genšer
66. Krvave ručerde Madlen Olbrajt
67. Pontifeks maksimus satanističke crkve Jovan Pavle Drugi
68. Antihristov namesnik zlikovački rimski papa Benedikt Šesnaesti
69. Najveći izdajnik Rusije Boris Jeljcin
70. Milo Đukanović novi Skenderbeg Crnojević
71. Boris Tadić novi Sinan Paša Kodža
72. Izdajnički akreditivi ustaškog konzula Vuka Draškovića
73. Politički ortakluk Kurve del Ponte i Kurve del Koštunice
74. Vatikan glavno Satanino gnezdo (Vatikán, a Sátán fő fészke) Belgrád, 2006.
75. Rimska kurija večito žedna srpske krvi
76. Evropska unija satanistička tvorevina
77. Vatikanski antisrpski instrument Franjo Tuđman
78. Američki antisrpski instrument Alija Izetbegović
79. Holandski kurvin sin Alfons Ori
80. Ubica Slobodana Miloševića Patrik Robinson
81. Korumpirani predsednik nelegalnog Haškog suda Fausto Pokar
82. Pitomac minhenske pivnice Volfgang Šomburg
83. Haški štrajk glađu
84. Varvarska gozba
85. Kad bitange marširaju
86. Siktanje crvene zmije
87. Skalpiranje kao smisao informisanja
88. Ko poseče bega Gutenberga
89. Robija kao sudbina
90. Politička partija Prodanovića
91. Pokvareni malteški pacov Karmel Agijus
92. Smrdljiva gvajanska svinja Mohamed Šahabudin
93. Pljačkaš novca Ujedinjenih nacija Hans Holtajus
94. Degenerisani majmun Bakone Džastis Moloto
95. Retardirana haška tužiteljka Hildegard Uerc-Reclaf
96. Ljubavnik Džefrija Najsa Danijel Sakson
97. Jedna banana za Kofi Anana
98. Očerupana Haška ćurka Kristina Dal
99. Afera Hrtkovci i ustaška kurva Nataša Kandić
100. Haška instrumentalizacija lažnih svedoka
101. Rimokatolički zločinački projekat veštačke hrvatske nacije
102. Ubistvo mafijaškog premijera Zorana Đinđića
103. Mafija ubila svog lidera
104. Propali puč Tomislava Nikolića (Srpska radikalna stranka, Beograd, 2008)
105. Haški denuncijant Tomislav Nikolić
106. Portparol lopovske stranke Aleksandar Vučić
107. Srpski baron Minhauzen Aleksandar Vučić (Srpska radikalna stranka, 2009)
108. Sanaderova mačkica Aleksandar Vučić
109. Narogušeno škotsko govno Jan Bonomi (2009)
110. Smežurano kengurovo mudo Kevin Parker (2009)
111. Južnokorejska gnjida O-Gon Kvon (2009)
112. Prisluškivani telefonski razgovori